# Ledger
Ledger — це комп'ютерна програма для фінансового обліку на основі концепції подвійного запису. Фінансова інформація зберігається у текстовому файлі із застосуванням простого формату, що придатний для читання людиною та редагування за допомогою сторонніх інструментів — таких, приміром, як текстовий редактор. Ledger не додає та не змінює жодних даних у цьому файлі, а слугує виключно для аналізу вхідних даних та виводу звітів.

## Відгуки
Редактор Linux Weekly News пан Джонатан Корбет назвав Ledger «потужним інструментом», зокрема для продукування звітів, проте зауважив, що програмі бракує багатьох можливостей, необхідних для масштабування для задач малого бізнесу. Джо Барр, дописувач Linux.com, прокоментував так: «Якщо ви маєте диплом MBA, вільно користуєтеся Emacs та регулярними виразами, або ж гакер ядра [Linux] з розумінням резервування на відкладене оподаткування — ви закохаєтеся в цю програму»."
FLOSS Weekly опублікував випитування Джона Віґлі у 2011 році, звернувши увагу на такі потужні можливості Ledger як здатність читати файли GnuCash, придатність для використання у сприптах, інтерфейс для Emacs та підтримку періодичних транзакцій, а також існування версій програми, переписаних з використанням Common Lisp та Haskell.

## Похідні
Система Ledger та текстовий формат даних отримали значну популярність, через що ті ж принципи було відтворено у кількох інших програмних інструментах, написаних іншими мовами програмування, зокрема: 
- Abandon (Scala)
- Beancount (Python)
- hledger (Haskell)
- penny (Haskell)

Деякі з похідних інструментів використовують формат даних, що дуже подібний до формату Ledger (наприклад, hledger), інші мають свої вимоги до форматування файлу даних (приміром, Beancount). Деякі з цих програм мають консольний інтерфейс на основі бібліотек curses, вебінтерфейс тощо.

## Зовнішні посилання
- Домашня сторінка Ledger [Архівовано 9 грудня 2016 у Wayback Machine.]
- Ledger та бухгалтерія в тексті (англ.) — презентація Рассела Адамса, 2009 рік